# Geosynchronous Satellite Launch Vehicle Mark 3
Geosynchronous Satellite Launch Vehicle Mark 3 lub GSLV Mk3 – nowa ciężka indyjska rakieta nośna będąca technicznym rozwinięciem rakiet rodziny Geosynchronous Satellite Launch Vehicle.

## Budowa

### S-200
Jest to nowoczesny 200-tonowy dopalacz wyposażony w silnik na paliwo stałe. Ciąg silnika podczas startu wynosi 5,5 MN. Rakieta ta wyposażona jest w dwa takie dopalacze.

### L-110
Stopień główny mieści 110 ton paliwa hipergolowego, posiada również dwa ulepszone silniki Vikas, posiadające lepszy impuls właściwy w stosunku do poprzednich wersji, zaś taki zestaw generuje ciąg o wartości 1600 kN.

### C25
Górny stopień GSLV MK3 posiada silnik CE-20 generujący ciąg 197 kN, zasilany kriogeniczną mieszanką wodoru i tlenu.

### Przedział ładunkowy
Przedział ładunkowy ma aż 5 m średnicy i pojemność 100 m³.

## Użycie
GSLV Mk3 będzie wykorzystywana głównie do wynoszenia cięższych satelitów w kosmos, a w przyszłości także do wynoszenia statków załogowych.
18 grudnia 2014 odbył się pierwszy testowy lot suborbitalny rakiety zakończony powodzeniem. Górny człon rakiety zamiast paliwa wypełniony był ciekłym azotem, natomiast ładunkiem był prototyp kapsuły załogowej (CARE), który wykonał udaną próbę ponownego wejścia w atmosferę i wodowania na powierzchni oceanu.
Pierwszy lot orbitalny GSLV Mk3 odbył się 5 czerwca 2017, rakieta wyniosła na orbitę indyjskiego satelitę telekomunikacyjnego GSAT-19E.

## Historia lotów
| Numer Lotu | Data/Godzina (UTC)       | Ładunek                                  | Masa ładunku | Orbita           | Wynik  | Uwagi                                                                                                 |
| ---------- | ------------------------ | ---------------------------------------- | ------------ | ---------------- | ------ | --- |
| X          | 18 grudnia 2014, 04:00   | Kapsuła modułu statku kosmicznego (CARE) | 3775kg       | Lot suborbitalny | Sukces | Pierwszy lot rakiety GSLV MkIII                                                                       |
| D1         | 5 czerwca 2017, 11:58    | GSAT-19                                  | 3136kg       | GTO              | Sukces | Pierwszy orbitalny lot rakiety GSLV MkIII                                                             |
| D2         | 14 listopada 2018, 11:38 | GSAT-29                                  | 3423kg       | GTO              | Sukces | |
| M1         | 22 lipca 2019, 09:13     | Chandrayaan-2                            | 3850kg       | TLI              | Sukces | Pierwszy operacyjn y lot rakiety GSLV MkIII. Pierwsza hinduska sonda, która ma wylądować na Księżycu. |

## Porównywalne technicznie konstrukcje
- Angara A3
- Atlas V
- Delta IV
- Falcon 9
- H-IIA
- Chang Zheng 3B
- Titan 3C